# Kentucky Colonels 1973-1974
La stagione 1973-74 dei Kentucky Colonels fu la 7ª nella ABA per la franchigia.
I Kentucky Colonels arrivarono secondi nella Eastern Division con un record di 53-31. Nei play-off vinsero la semifinale di divisione con i Carolina Cougars (4-0), perdendo poi la finale di divisione con i New York Nets (4-0).

## Roster
| N° | Naz.                   | Ruolo | Sportivo       | Anno | Alt. | Peso |
| -- | ---------------------- | ----- | -------------- | ---- | ---- | ---- |
|    | Stati Uniti (bandiera) | G     | Jim O'Brien    | 1949 | 185  | 77   |
| 2  | Stati Uniti (bandiera) | GA    | Walt Simon     | 1939 | 198  | 91   |
| 3  | Stati Uniti (bandiera) | G     | Joe Hamilton   | 1948 | 178  | 73   |
| 4  | Stati Uniti (bandiera) | A     | Wendell Ladner | 1948 | 196  | 100  |
| 8  | Stati Uniti (bandiera) | G     | Ron Thomas     | 1950 | 198  | 98   |
| 9  | Stati Uniti (bandiera) | AC    | Red Robbins    | 1944 | 203  | 86   |
| 10 | Stati Uniti (bandiera) | G     | Louie Dampier  | 1944 | 183  | 77   |
| 11 | Stati Uniti (bandiera) | G     | John Roche     | 1949 | 191  | 77   |
| 15 | Stati Uniti (bandiera) | G     | Chuck Williams | 1946 | 188  | 79   |
| 22 | Stati Uniti (bandiera) | A     | Collis Jones   | 1949 | 201  | 92   |
| 25 | Stati Uniti (bandiera) | G     | Jim Bradley    | 1952 | 203  | 98   |
| 30 | Stati Uniti (bandiera) | G     | Rick Mount     | 1947 | 191  | 79   |
| 32 | Stati Uniti (bandiera) | G     | Mike Gale      | 1950 | 193  | 84   |
| 33 | Stati Uniti (bandiera) | G     | Billy James    | 1950 | 191  | 84   |
| 35 | Stati Uniti (bandiera) | G     | Ron King       | 1951 | 193  | 84   |
| 44 | Stati Uniti (bandiera) | AC    | Dan Issel      | 1948 | 206  | 107  |
| 53 | Stati Uniti (bandiera) | C     | Artis Gilmore  | 1949 | 218  | 109  |

## Staff tecnico
- Allenatore: Babe McCarthy
- Vice-allenatore: Bud Olsen
- Preparatore atletico: Lloyd Gardner